# هارولد دوسن
هارولد دوسن (10 أغسطس 1914 في المملكة المتحدة - 14 مايو 1994)  (بالإنجليزية: Harold Dawson)‏ هو لاعب كريكت بريطاني وبريطاني (وحمل سابقاً جنسية المملكة المتحدة لبريطانيا العظمى وأيرلندا). لعب مع نادي مقاطعة هامبشاير للكريكت ‏.